# D-mineur
d-mineur of d klein (afkorting: Dm) is een toonsoort met als grondtoon D.

## Toonladders
De voortekening telt één mol: Bes. Het is de parallelle toonaard van F-majeur en de gelijknamige toonaard van D-majeur.
Er bestaan drie mogelijke varianten van d-mineur:
- Natuurlijke mineurtoonladder: d - e - f - g - a - bes - c - d

- Harmonische mineurladder: d - e - f - g - a - bes - cis - d

- Melodische mineurladder: d - e - f - g - a - b - cis - d

## Bekende werken in d-mineur
- Das wohltemperierte Klavier (prelude en fuga nr. 6) - Johann Sebastian Bach
- Toccata en Fuga in d-moll (BWV 565) - Johann Sebastian Bach
- Partita nr. 2 uit Sonates en partita's voor onbegeleide viool (1720) - Johann Sebastian Bach
- Symfonie nr. 26 (1768 of 1769) - Joseph Haydn
- Pianoconcert nr. 20 (1785) - Wolfgang Amadeus Mozart
- Missa in angustiis (1798) - Joseph Haydn
- Pianosonate nr. 17 (1801-1802) - Ludwig van Beethoven
- Symfonie nr. 9 (1823) - Ludwig van Beethoven
- Pianotrio nr. 1 (1839) - Felix Mendelssohn Bartholdy
- Pianoconcert nr. 1 (1858) - Johannes Brahms
- Symfonie nr. 0 (1863), nr. 3 (1872-1873) en nr. 9 (1887-1894) - Anton Bruckner
- Vioolconcert nr. 2 (1877) - Max Bruch
- Symfonie nr. 3 (1893-1896) - Gustav Mahler
- Symfonie nr. 1 (1895) - Sergej Rachmaninov
- Vioolconcert in d (opus 47) (1903) - Jean Sibelius
- Pianoconcert nr. 3 (1909) - Sergej Rachmaninov
- Requiem (opus 48) - Gabriel Fauré